# Pedro Piquero
Pedro Piquero (Sevilla, 28 de enero de 1976) es un pianista, maestro budista zen y activista por los derechos de los animales español.

## Biografía
Pedro Piquero realizó su formación musical con Esteban Sánchez en España, y en los Estados Unidos con Caio Pagano, respectivamente, obteniendo la calificación cum laude al finalizar la misma en la Universidad Estatal de Arizona. Actuó en los Estados Unidos, Sudamérica, México, Suiza, Bélgica, España, Portugal y Suecia. En 2002 residió en el Centro para el Estudio de las Artes Belgais que dirige la pianista Maria João Pires en Portugal. Posteriormente abandonó los conciertos, dedicándose a las grabaciones discográficas. Ha recibido diversos reconocimientos, entre ellos el Premio de la Música Independiente 2010 al mejor CD de música clásica por el volumen 2 de la obra completa para piano de Manuel Blasco de Nebra, el Melómano de Oroy el Premio Grada a la Cultura 2013. Ha grabado para los sellos discográficos Verso, Columna Música, Nîbius y Brilliant Classics, en solitario, junto a los hermanos Lluis y Gerard Claret, con la Orquesta de Extremadura y con el actor Alberto Amarilla. Con este último colaboró asimismo en 2018 en la banda sonora de la obra teatral Re-cordis.
En su labor como traductor, Pedro Piquero, junto a Gudō Wafu Nishijima, ha editado en cuatro volúmenes el Shōbōgenzō de Eihei Dogen (Sirio, 2013-2016), texto filosófico fundacional del budismo zen Soto japonés, y el Mūlamadhyamakakārikā de Nāgārjuna (Sirio, 2019). También ha traducido y comentado el Gakudo Yojin Shu de Dogen (Athenaica, 2023).
De 2014 a 2016 fue colaborador del programa semanal “Si se quiere se puede” de Radio Nacional de España.
En 2016 Pedro Piquero produjo la película documental “Silente”, del director Rubén García, sobre el compositor español Joaquín Montero. Esta fue seleccionada en diversos festivales internacionales como el Visions du Réel de Suiza, el Festival Internacional de Música no Cinema de Lisboa (Muvi), el 8è Film Festival de Cerdanya y la 9.ª Edición del Festival Internacional de Creatividad, Innovación y Cultura Digital de Tenerife (Espacio Enter).
Paralelamente a su labor artística, en 2017 Pedro Piquero recibió en Japón, del Venerable Peter Rodo Rocca, la transmisión del Dharma del budismo zen Soto en el linaje del maestro zen Gudō Wafu Nishijima, de quien fue su último discípulo. Actualmente, es presidente de Dogen Sangha en España y director del Zendo Gudo, así como miembro activo y profesor invitado de la organización internacional Dharma Voices for Animals.